# Municipio de Ralpho
El municipio de Ralpho  (en inglés: Ralpho Township) es un municipio ubicado en el condado de Northumberland en el estado estadounidense de Pensilvania. En el año 2000 tenía una población de 3.764 habitantes y una densidad poblacional de 78 personas por km².

## Geografía
El municipio de Ralpho se encuentra ubicado en las coordenadas 40°53′00″N 76°32′59″O / 40.88333, -76.54972.

## Demografía
Según la Oficina del Censo en 2000 los ingresos medios por hogar en la localidad eran de $44,318 y los ingresos medios por familia eran $52,853. Los hombres tenían unos ingresos medios de $40,765 frente a los $24,179 para las mujeres. La renta per cápita para la localidad era de $20,449. Alrededor del 6,4% de la población estaban por debajo del umbral de pobreza.